# 그루모네바노
그루모네바노(이탈리아어: Grumo Nevano)는 이탈리아 캄파니아주 나폴리현에 위치한 코무네다. 나폴리로부터 북쪽 11km 거리에 있다.